# کانال گابخان

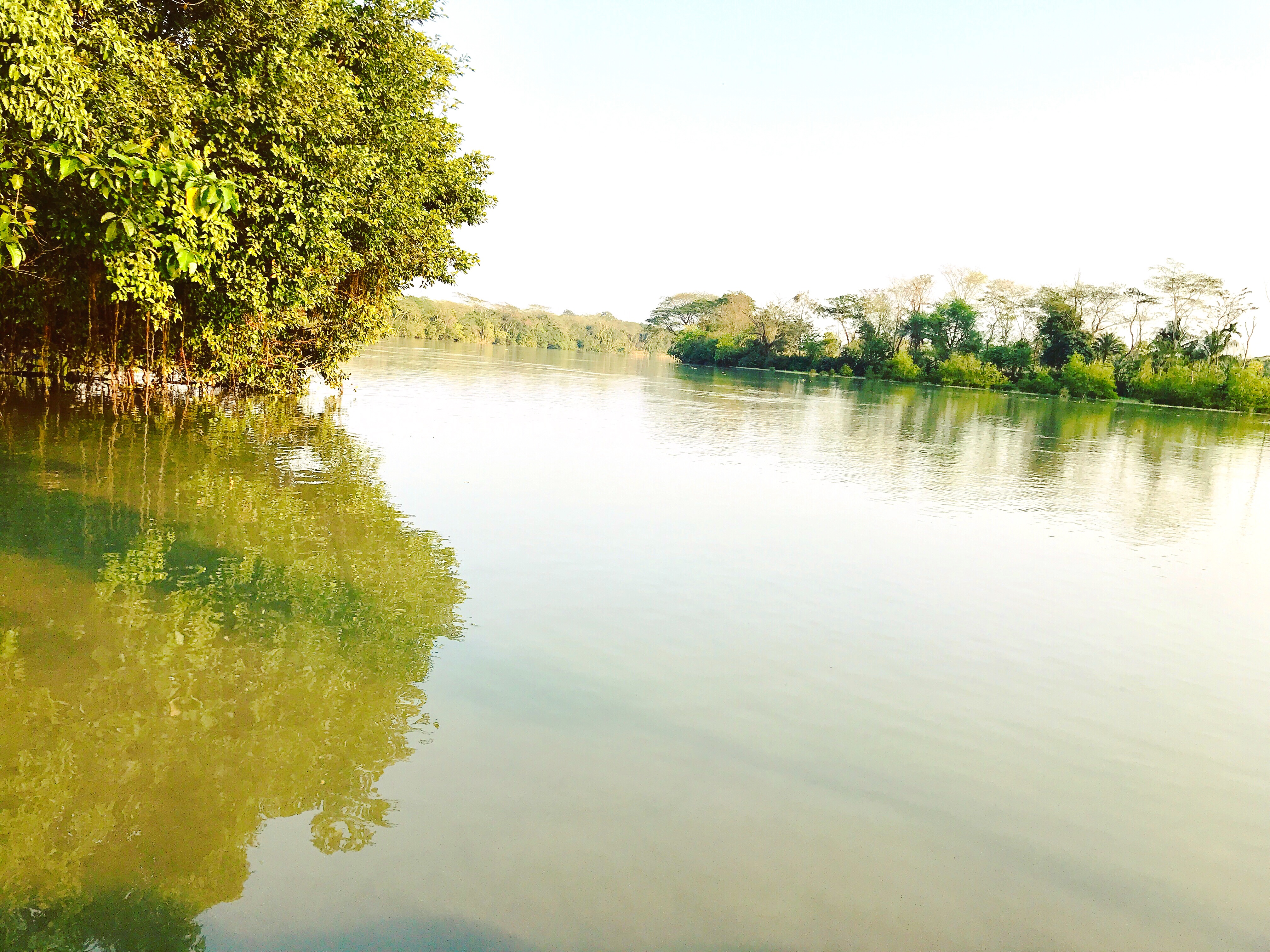
نمایی از کانال گابخان، یک کانال آبی در بنگلادش - ۲۰۱۹

کانال گابخان (به انگلیسی: Gabkhan Channel) یک کانال آبی در بنگلادش است که ناحیه پیروج‌پور را به ناحیه جلوکاتی پیوند می‌دهد. این کانال در طی دوره حکومت بریتانیا بر این مناطق در سال ۱۹۱۸ برای پیوند رود ساندها از ناحیه پیروج‌پور و رود سوگاندها از ناحیه جلوکاتی حفاری شد تا فاصله مسیرهای رودخانه های داکا-مونگلا و تقچیتاگونگ-مونگلا را حدود ۱۱۸ کیلومتر (۷۳ مایل) کند.
این کانال به کانال سوئز بنگلادش معروف است و از بخش کاوخالی در حوالی روستای آشوا آغاز می‌شود.